# Stechlin
Stechlin település Németországban, azon belül Brandenburgban. Lakosainak száma 1173 fő (2023. december 31.).

## Népesség
A település népességének változása:
| Lakosok száma | 1214 | 1201 | 1202 | 1179 | 1173 |
|               | 2017 | 2019 | 2021 | 2022 | 2023 |